# Sint-Lambertuskerk (Oirsbeek)
De Sint-Lambertuskerk in het Nederlands-Limburgse dorp Oirsbeek is een rooms-katholieke kerk in de Nederlands Zuid-Limburgse gemeente Beekdaelen. De kerk ligt midden in het dorp die samen met het rond de kerk gelegen kerkhof omgeven wordt door een ringmuur.
Het kerkgebouw is een rijksmonument en is gewijd aan Sint-Lambertus.

## Geschiedenis
Het is niet bekend wanneer de eerste kerk gebouwd is. In de 13e/14e eeuw stond er in Oirsbeek een kerkje dat was opgetrokken in maaskeien.
Van 1273 tot de Franse tijd (1794) bezat het Klooster St. Gerlach in Houthem het patronaatsrecht van Oirsbeek. Voor die tijd behoorde dit recht toe aan de heren van Valkenburg. Oirsbeek was de enige parochie waarvan het toenmalige norbertijnenklooster te Houthem (later een adellijk damesstift) de patronaatsrechten bezat. In 1273 werd kanunnik Theobald ("Tibodon") van St. Gerlach benoemd tot pastoor van Oirsbeek, als opvolger van Arnoldus van Haren. In het Historisch Centrum Limburg te Maastricht bevinden zich twee oorkonden uit 1273, waarin deze benoeming vermeld wordt.
In de eeuwen daarna (tot 1794) waren alle pastoors van Oirsbeek norbertijnen, ook nadat het Houthemse klooster een adellijk vrouwenstift was geworden. In sommige gevallen waren de benoemde pastoors niet-residerend en lieten ze zich vervangen. De laatste pastoor tijdens het ancien régime, Bernard Franzano, was afkomstig uit Bonn en preekte in het Hoogduits, wat in het dorp geen problemen opleverde. Hij bezat een woonhuis, een aparte boerenhof (de "Pastoriehof") en veertig morgen land en beschikte over twee knechten, twee dienstmeiden en twee paarden.
In 1514 werd de toren voorzien van een mantel van baksteen met speklagen van mergel.
In 1830 bouwde men tegen de toren een neoclassicistisch bakstenen kerkje, een zogenaamde waterstaatskerk, met een capaciteit van circa 200 personen.
In 1953 werd de uit 1830 daterende kerkzaal gesloopt om op de plek waar toen reeds twee kerken gestaan hadden nieuwbouw te plegen. De nieuwbouw was ontworpen door de Heerlense architect Frits Peutz en sloot qua stijl aan bij de toren. Veel bakstenen van de oude kerk werden hergebruikt. Alleen de toren bleef staan, die echter ongefundeerd bleek en na de sloop van de oude kerk dreigde in te storten, waarna een betonnen fundering werd aangebracht.
De link met de heilige Gerlachus van Houthem is bewaard gebleven in de naam van de plaatselijke harmonie Sint Gerlachus. Ieder jaar (in ieder geval nog in 2006) houdt de vereniging in januari een jaarlijkse feestavond, de "Gerlachusviering", voorafgegaan door een heilige mis in de kerk.

### Oirsbeekse geestelijken
- Voor 1273: Arnoldus van Haren
- 1273 Theobald/Tibodon
- 1329 Gerardus de Vivario
- Voor 1378 Christianus van Keulen
- 1378 Libertus van Culenbeke
- 1398 Godefridus de Cuney
- 1470 Laurentius Clerx
- 1523 Hendricus Cloop (niet-residerend, plaatsvervanger: Paulus Veghels)
- 1532 Johannes Stas
- 1534 Steven van Lenich (niet-residerend, plaatsvervanger: Johannes)
- 1558 Judocus de Poel
- 1602 Nicolaas Klein
- 1610 Joannes Renckens
- 1623/1643 Pastoor Joannes Broekarts[5]
- 1657 Ignatius de Leerenboer
- 1666 Ignatius de Leeuwet
- 1682 N. Maubach
- 1684 Petrus Cuperus
- 1689 Joannes Daubach
- Voor 1721 Merman
- 1721 Conradus van Meven
- 1733 Franciscus Conradus de Wittgenstein
- 1756 F.A. Wiegels
- voor 1789 Bernard Franzano[3]
- Rond 1800 N. Vrunjans
- 1802-1824 Arnold Edmond Nijbelen
- 1824-1843 Frans Jozef Jongen
- 1843-1875 Aegidius Jos. Schijns
- 1875-1895 Jan Hendrik Baggen
- 1895-1901 Ferd. M. Sarton
- 1901-1908 pastoor Antoon Th.J. Schmitz
  - 1905-? J.H. America (hulppastoor?)[6]
- 1908-1922 pastoor Louis J.J.M. Coenen
- 1922-1926 pastoor Jacques Krijns
- 1926-1945 pastoor Jacques Rhoen
- 1945-1958 pastoor Petrus Josephus Mathieu Wolfs
  - 1951-1955 kapelaan van Laer
  - 1955-1961 kapelaan Janssen
- 1958-1965 pastoor Josephus Gerardus Hubertus Spronck
  - 1961-1969 kapelaan Rody Schreinemacher
- 1965-1968 pastoor Hubertus Maria Jacobs
- 1968-1981 pastoor Henricus Joannes Andreas Sanders
  - 1969-1972 kapelaan Harrie Tacken
- 1982-2000 pastoor Leonardus Hubertus Dohmen
- 2001-2012 pastoor Leo Joseph Cordewener
- 2013-2019 pastoor Houben

## Erfgoed

### Kerkgebouw
Het gebouw bestaat uit een vroeg-zestiende-eeuwse westtoren (met een achttiende-eeuwse torenspits), een tweebeukig schip (eigenlijk een zaalkerk met een noordelijke zijbeuk) en een koor, alle uit het midden van de twintigste eeuw. De zijbeuk wordt gescheiden van het schip door vijf uit Kunradersteen gemetselde zuilen met basementen en hardstenen kapitelen versierd met bloemmotieven. In de hoek van zijbeuk en toren bevindt zich het restant van een oude pijler, mogelijk van de middeleeuwse kerk. Onder het koor bevindt zich een crypte, die tegenwoordig in gebruik is als dagkapel. Het hele gebouw is opgetrokken in baksteen met speklagen van mergelsteen afkomstig uit de Kloostergroeve te Geulhem.

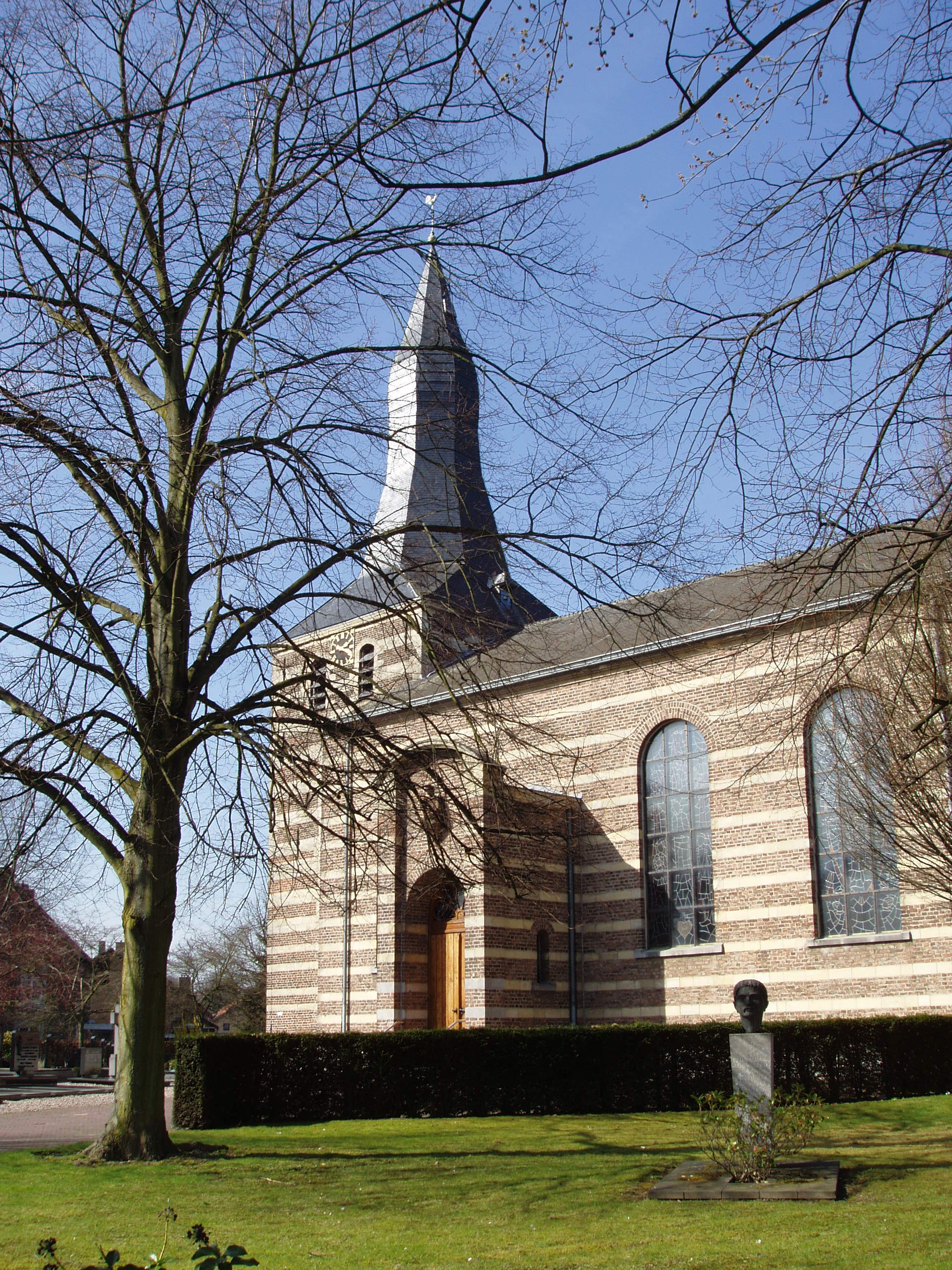
Toren en entree
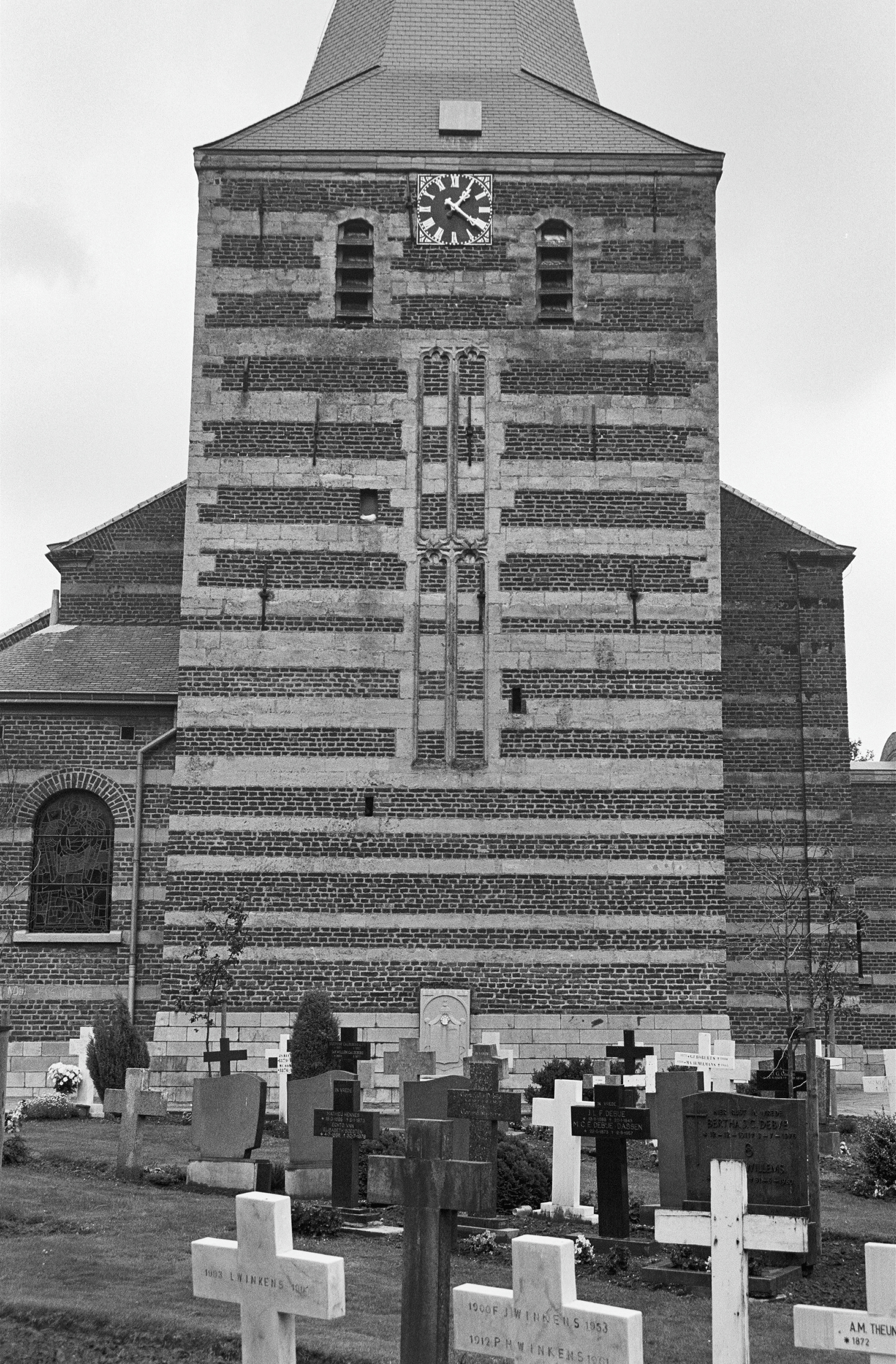
Toren, westgevel
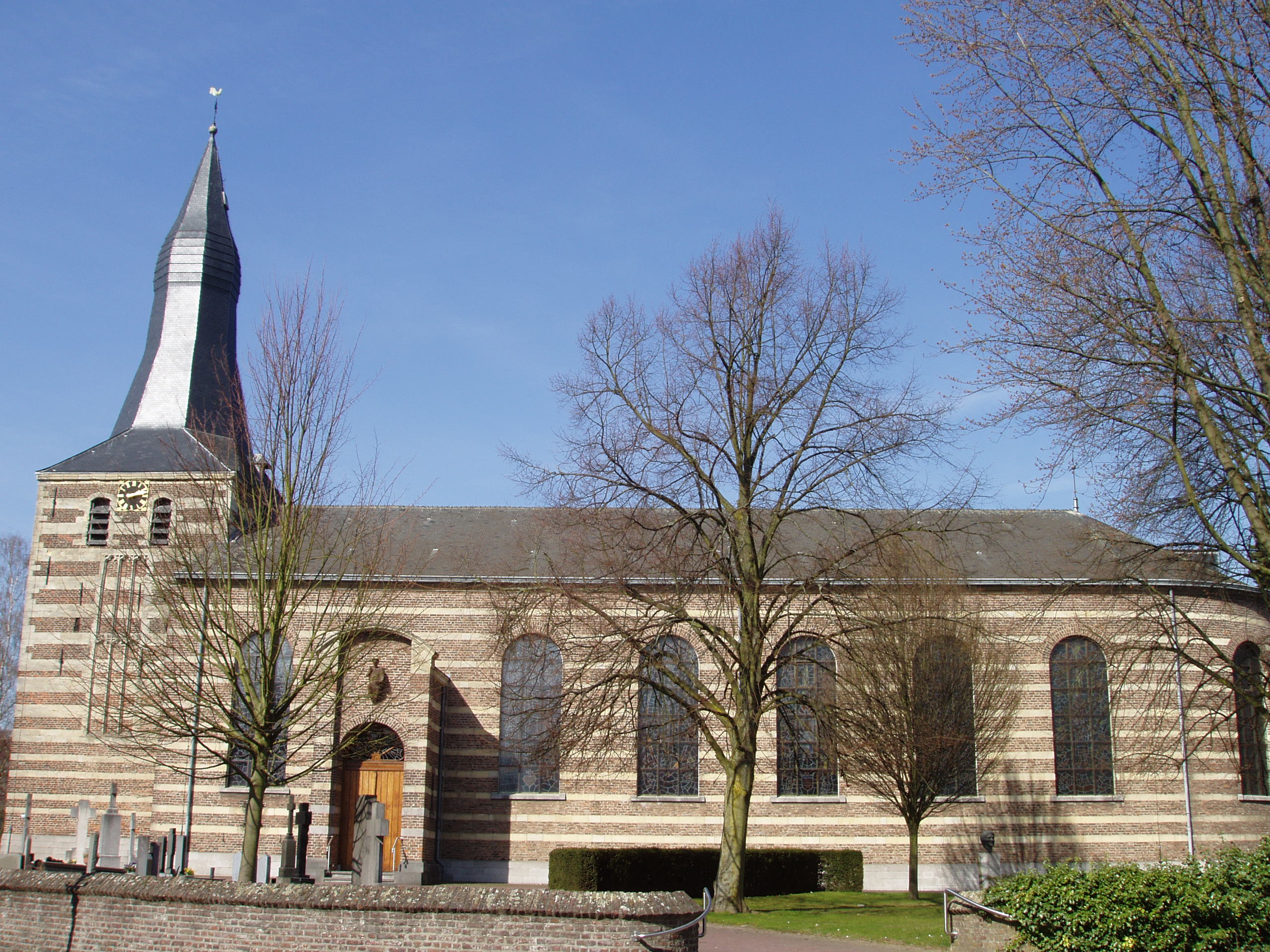
Zuidgevel
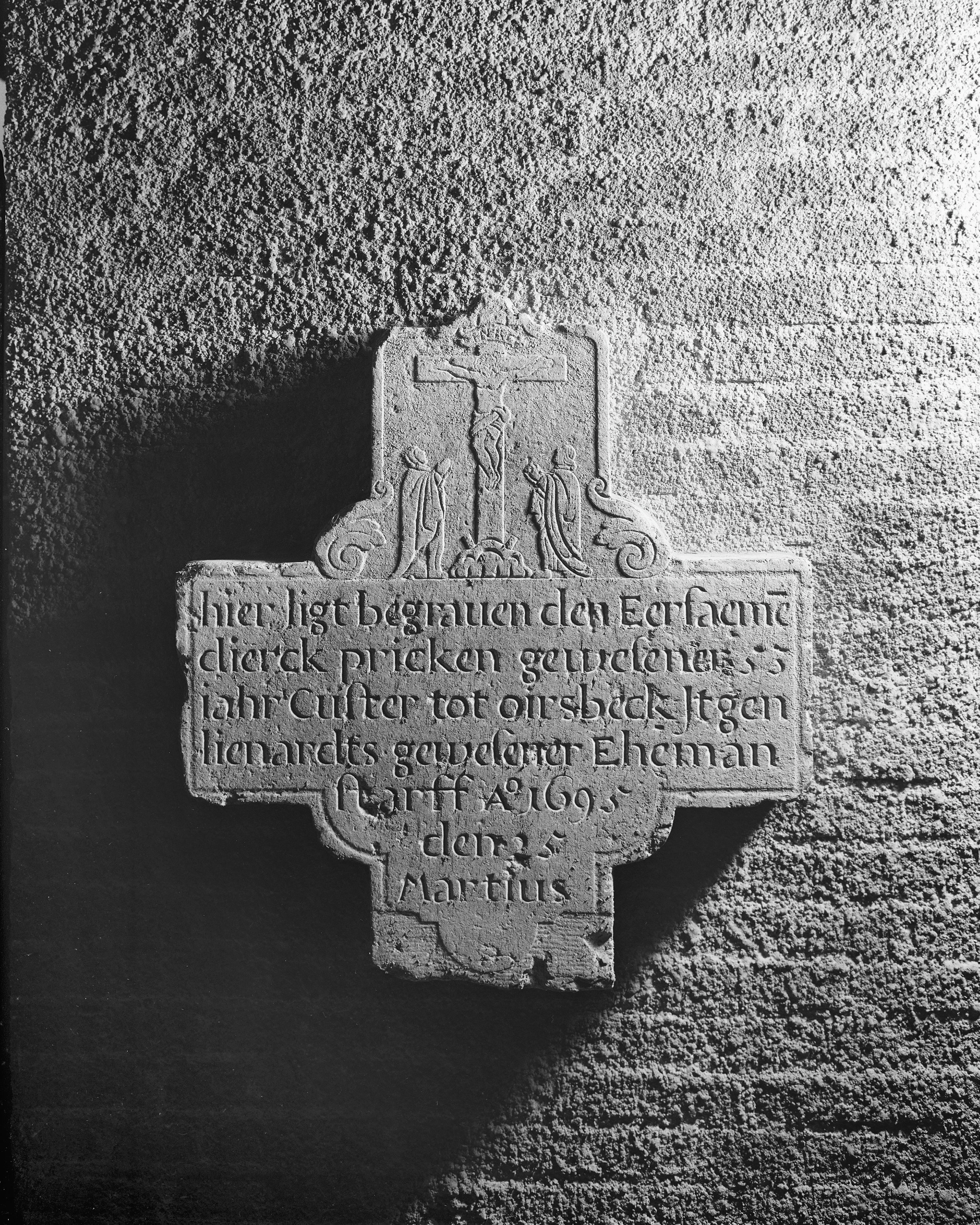
Grafkruis in de crypte, afkomstig van het kerkhof

### Inventaris
- Hoofdaltaar (18e eeuw), afkomstig uit de parochiekerk van Oud-Geleen.
- Altaar in de crypte, met zeer oude mensa ('tafelblad').
- Binvignat-orgel uit 1828, dat in 1841 werd overgenomen van de toen afgebroken Sint-Lambertuskerk in Kerkrade.
- Mariabeeld (circa 1700).
- Zilveren Monstrans (omstreeks 1700), gemaakt door edelsmid Hans Filip Stenglin uit  Augsburg (D).

Van historisch belang is het graf van de bekende priester, historicus en rijksarchivaris in Limburg, Jos. Habets (1829-1893). Verder bevinden zich in de kerk moderne kunstwerken van onder anderen Thé Lau (koorschildering), Charles Eyck, Eugène Laudy, Sjef Hutschemakers en Reinald Rats.

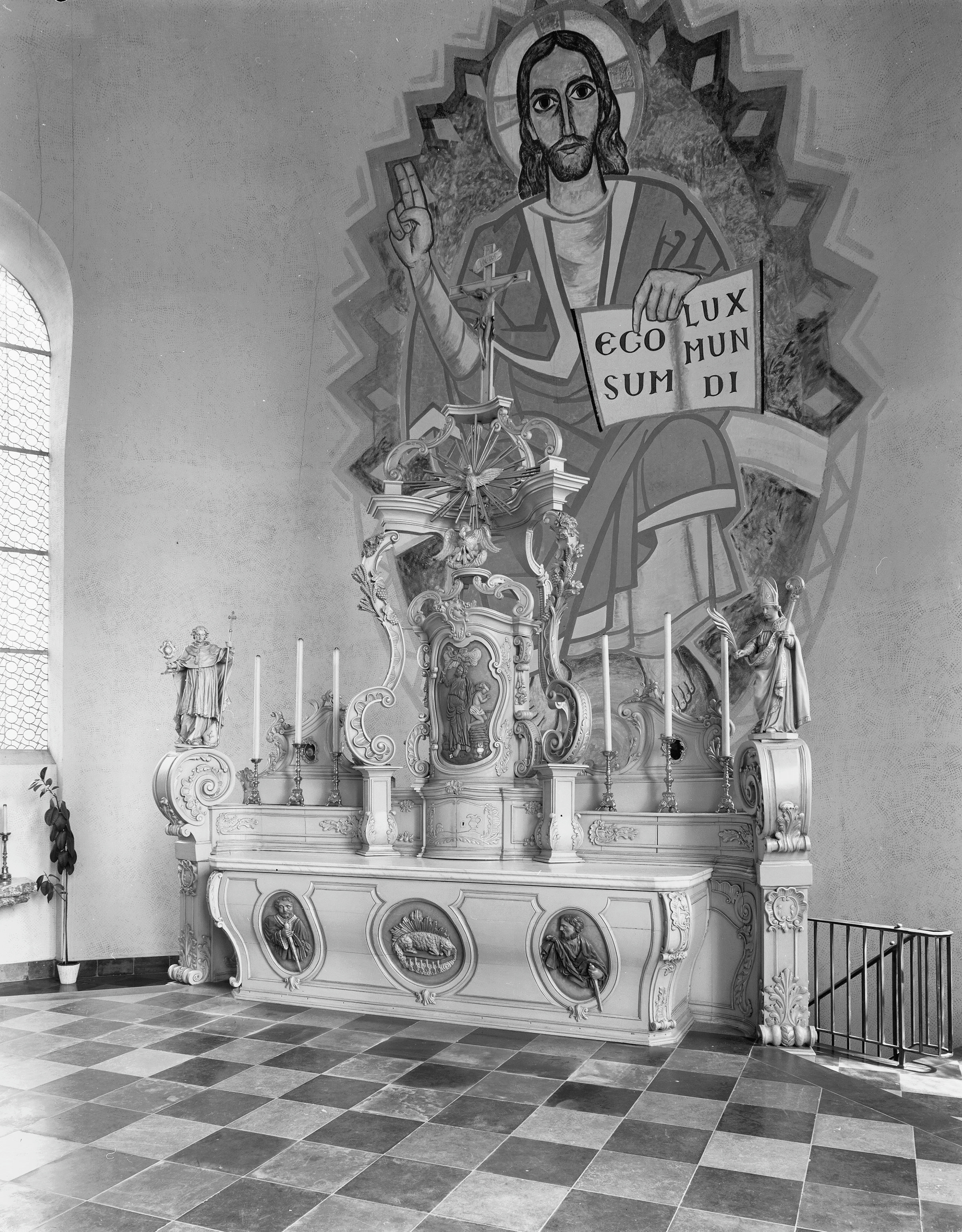
Barok hoofdaltaar
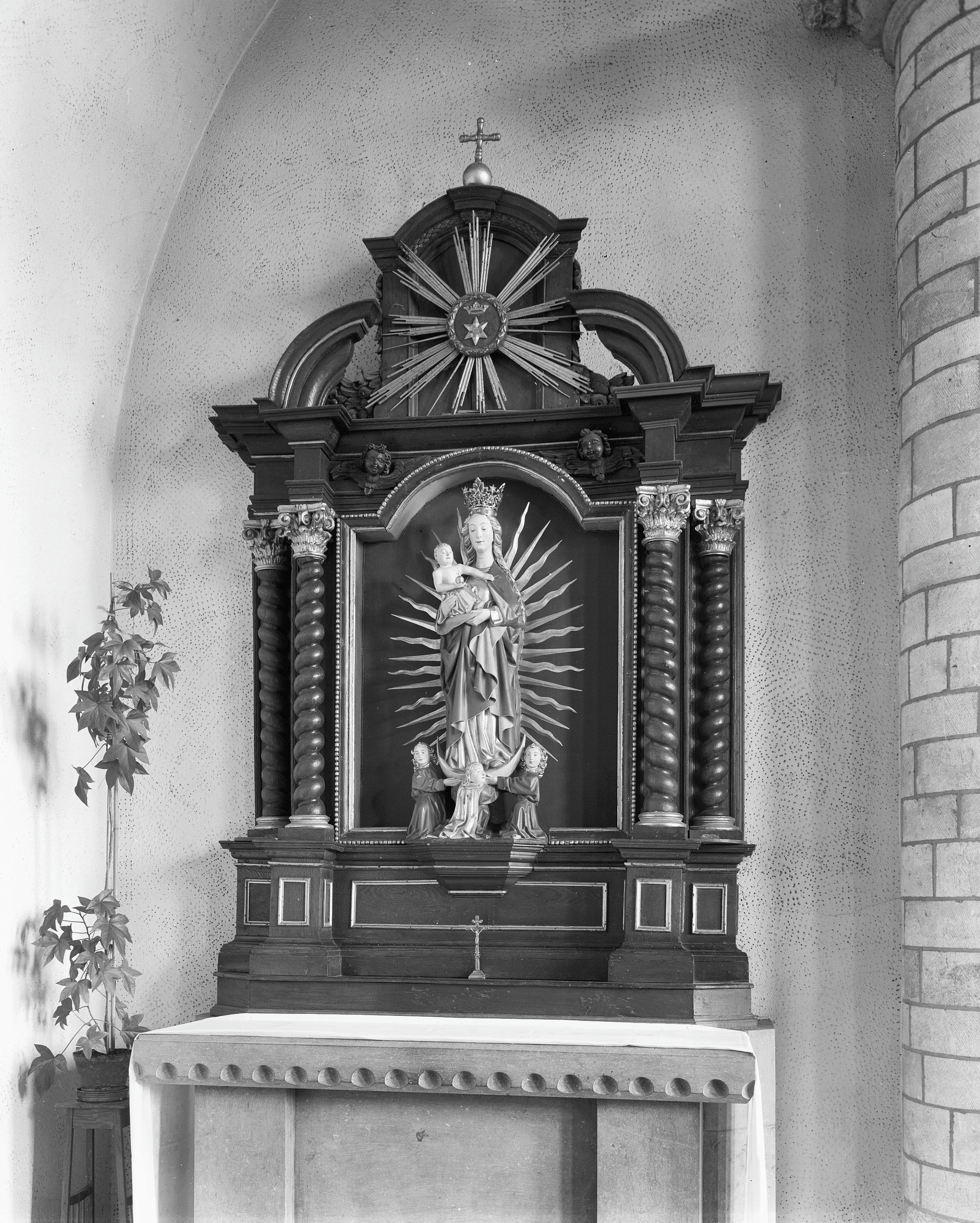
Zijaltaar met Mariabeeld
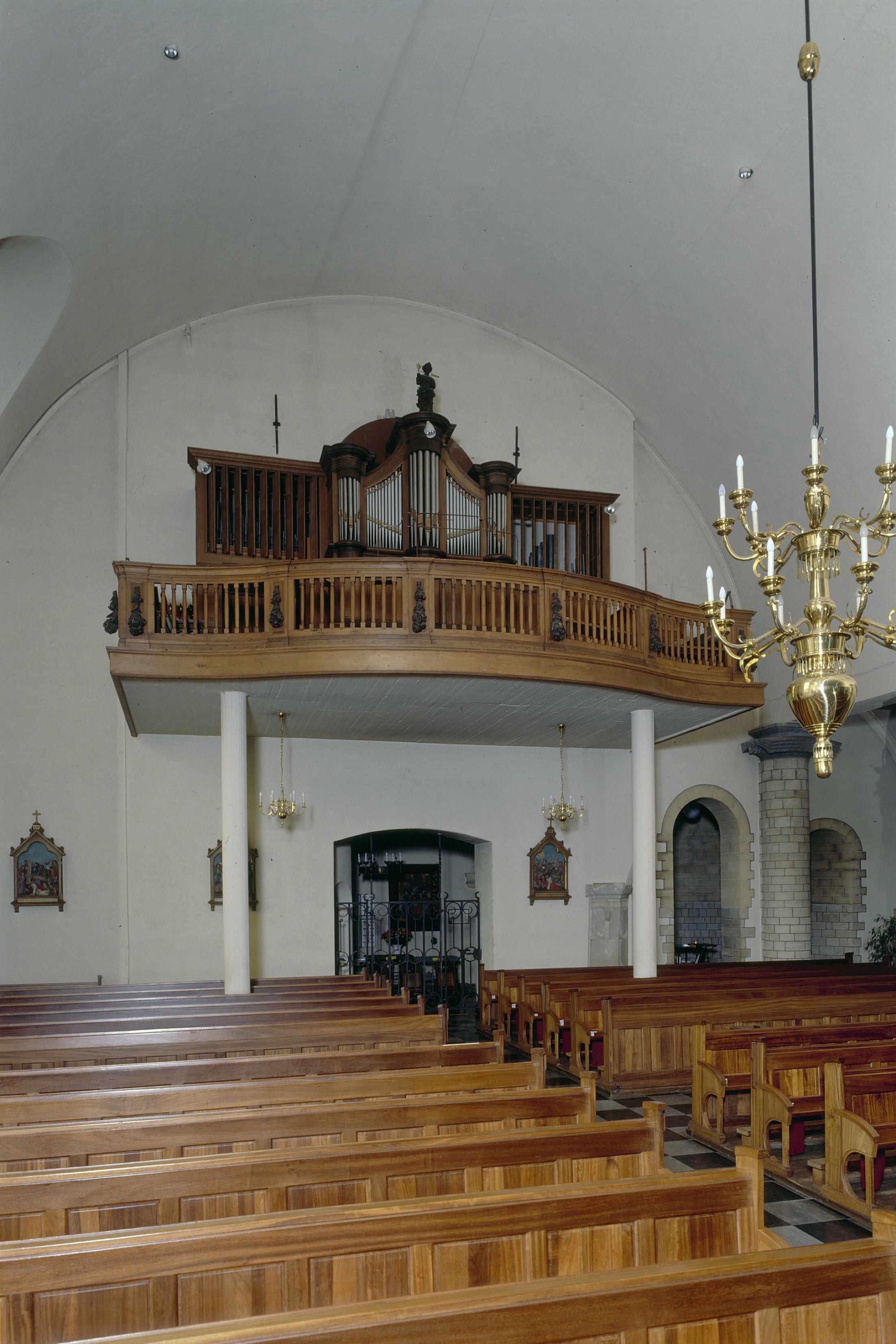
Binvignat-orgel
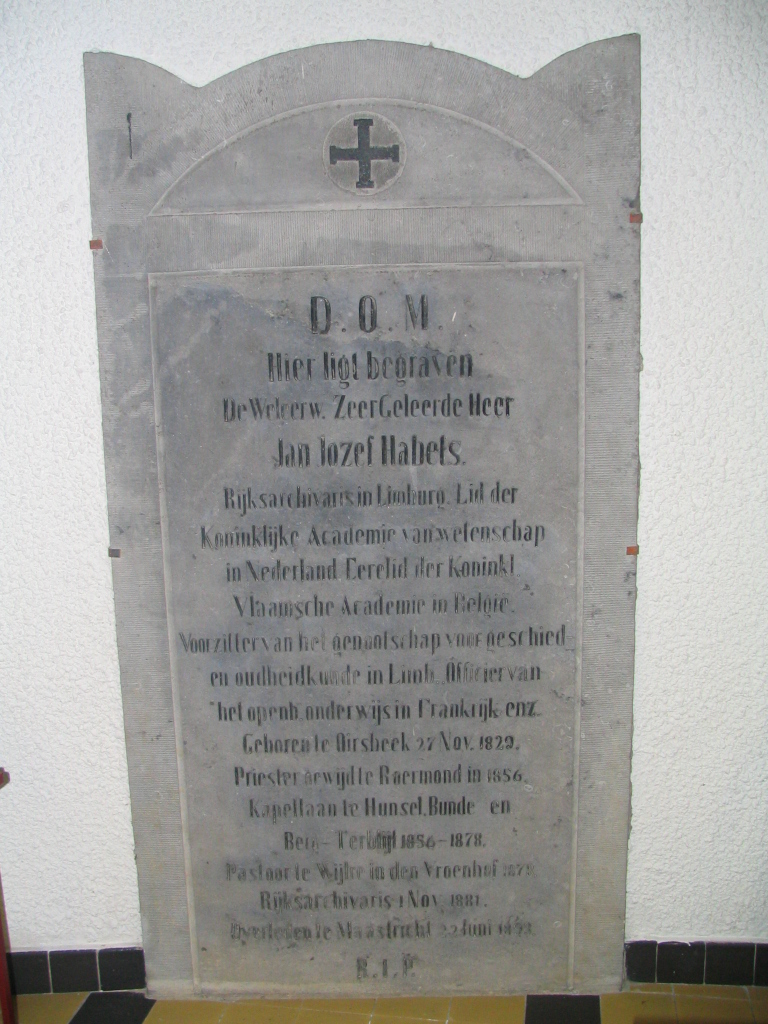
Grafsteen Jos. Habets